# Pomerania Occidentală

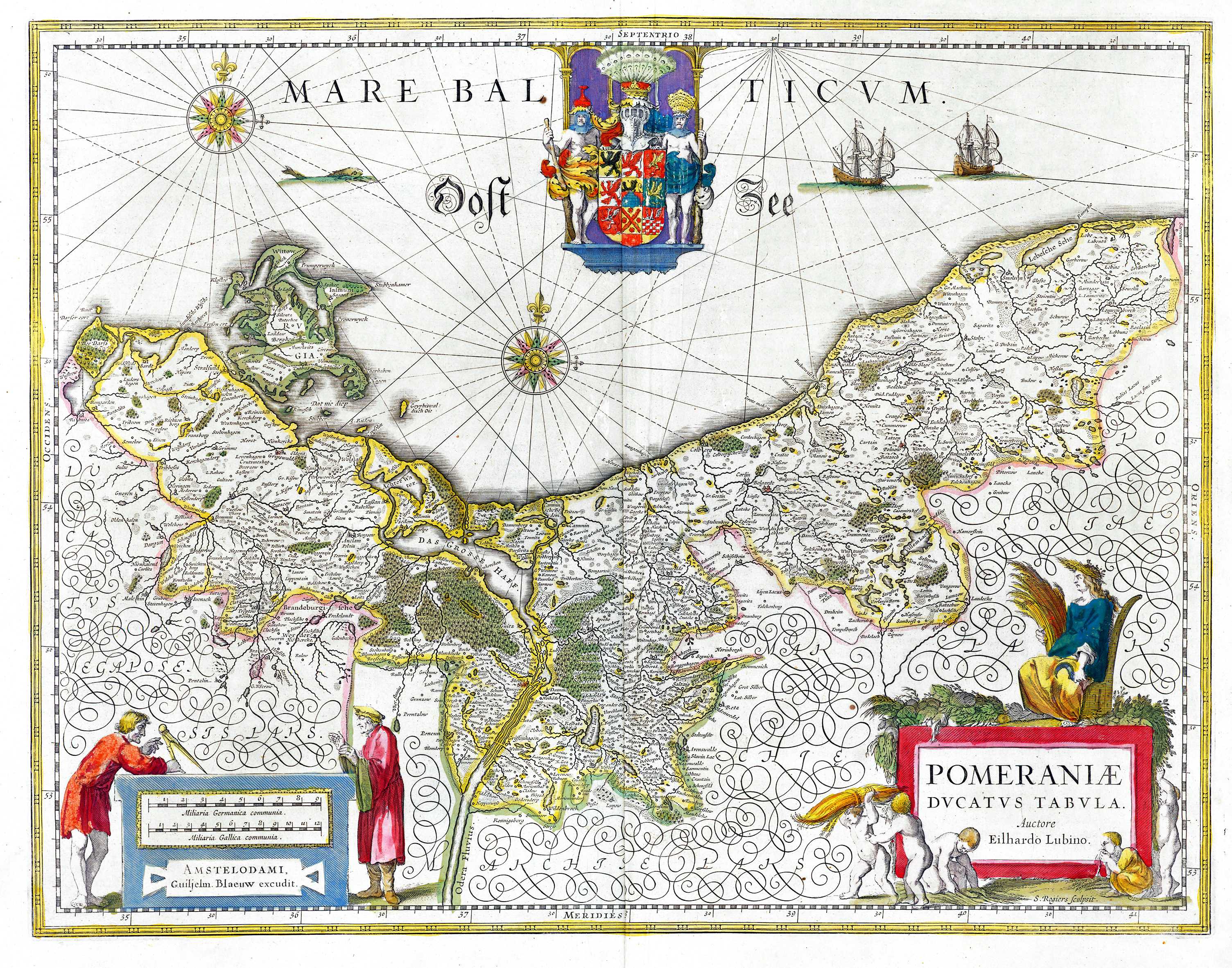
Harta Ducatului Pomerania din secolul XVII.

Pomerania Occidentală (cașubiană Zôpadnô Pòmòrskô, germană Pommern, poloneză Pomorze Zachodnie) este partea regiunii istorice Pomerania situată la Vest de râul Łeba (în tradiția germană doar Pomerania Occidentală e numită Pomerania, ceea ce polonezii numesc Pomerania Răsăriteană, germanii numeau Prusia Occidentală). Regiunea se împarte la rîndul ei în Pomerania Anterioară (la vest de Odra) și Pomerania Posterioară (la est de Odra). În 1181 teritoriul Pomeraniei Occidentale, populat de triburile vest-slave ale pomorenilor, devine un principat în cadrul Sfântului Imperiu Roman, iar ulterior o provincie în cadrul Prusiei. Către sec. XVII majoritatea populației slave a fost germanizată (către 1925 doar câteva localități din estul Pomeraniei Posterioare mai păstrau un dialect slav puternic alterat). În 1945 Pomerania Posterioară a fost cedată de puterile victorioase Poloniei, iar Pomerania Anterioară a rămas în cadrul Germaniei (cu excepția zonei Szczecin). 

## Geografie

### Municipii și orașe importante

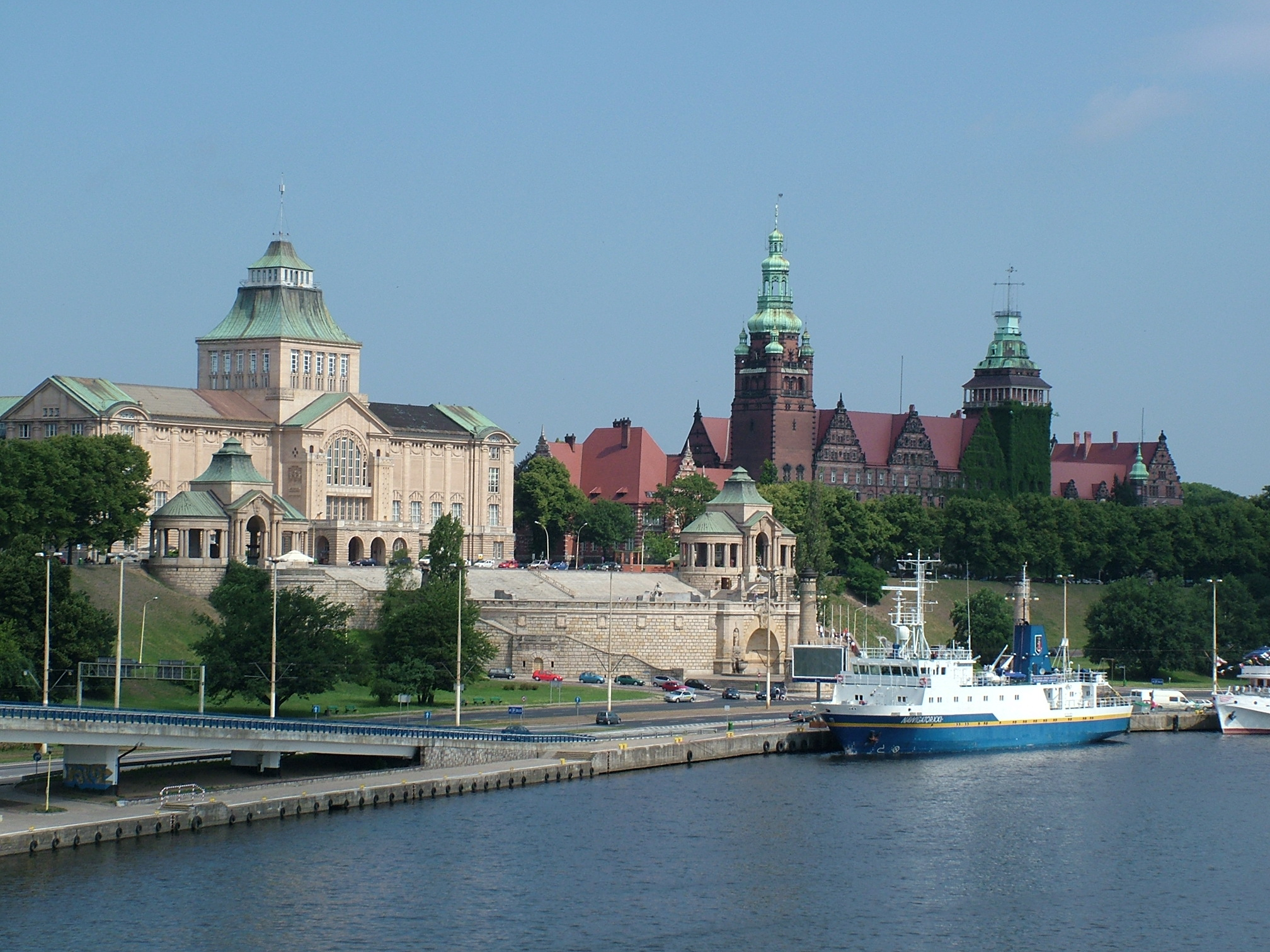
Szczecin

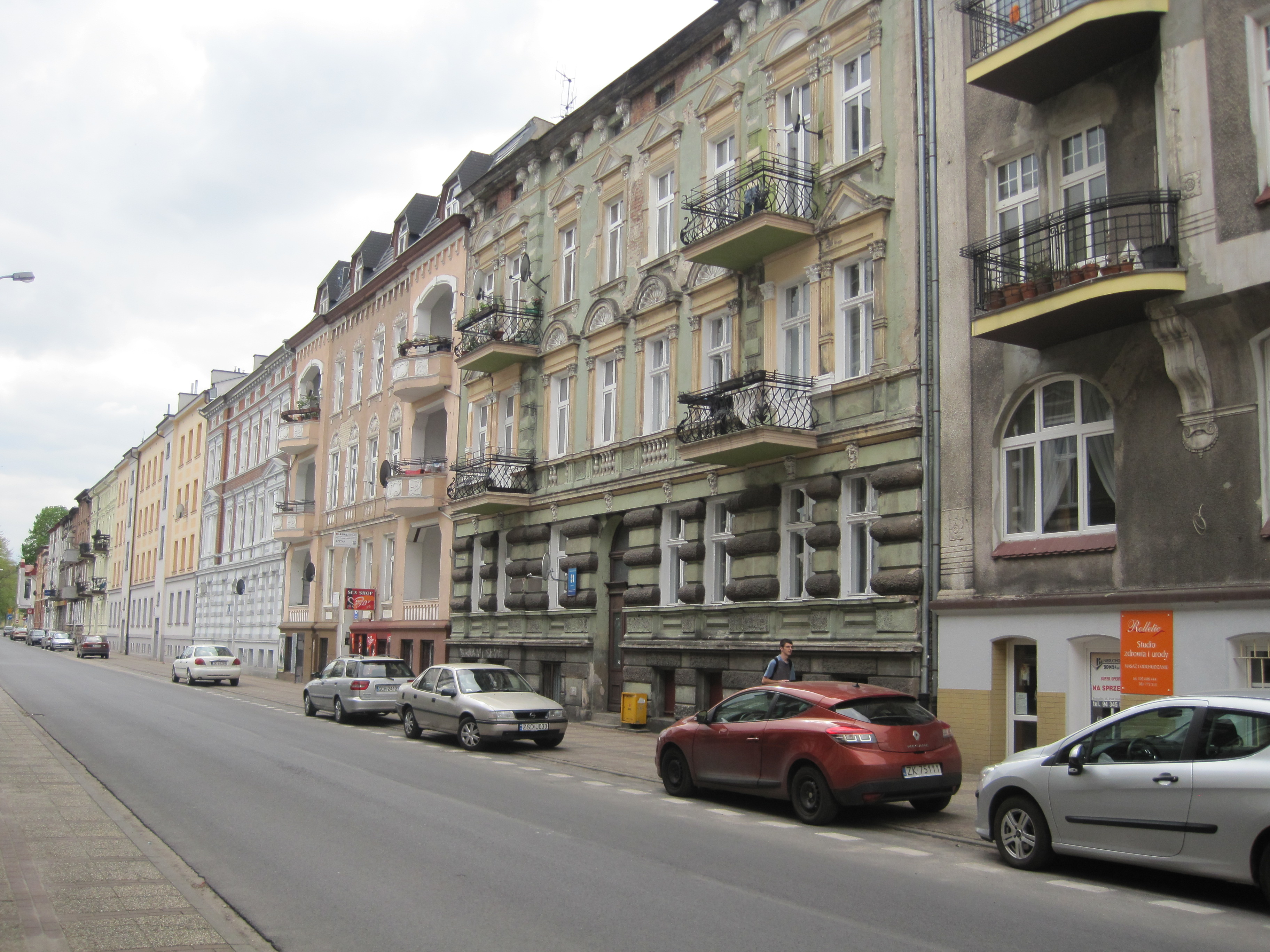
Koszalin

Doar 10 orașe au o populație mai înaltă de 30 000 locuitori. Ei sunt:
|     | Oraș                 | Populație (2014) | Țară, regiune administrativă                 |
| --- | -------------------- | ---------------- | -------------------------------------------- |
| 1.  | Szczecin             | 408.105          | Polonia, Voievodatul Pomerania Occidentală   |
| 2.  | Koszalin             | 109.165          | Polonia, Voievodatul Pomerania Occidentală   |
| 3.  | Słupsk               | 93.706           | Polonia, Voievodatul Pomerania               |
| 4.  | Stargard Szczeciński | 69.251           | Polonia, Voievodatul Pomerania Occidentală   |
| 5.  | Stralsund            | 57.525           | Germania, Mecklenburg - Pomerania Inferioară |
| 6.  | Greifswald           | 56.685           | Germania, Mecklenburg - Pomerania Inferioară |
| 7.  | Kołobrzeg            | 46.830           | Polonia, Voievodatul Pomerania Occidentală   |
| 8.  | Świnoujście          | 41.322           | Polonia, Voievodatul Pomerania Occidentală   |
| 9.  | Szczecinek           | 40.615           | Polonia, Voievodatul Pomerania Occidentală   |
| 10. | Police               | 33.571           | Polonia, Voievodatul Pomerania Occidentală   |

Alte orașe și au câțiva importanță – reședințele ale județelor, porturi și puncte de traversare de pe frontieră.

## Diviziuni

### Diviziuni administrative
O tabelă mai jos prezentează toate unitățile administrative, care sunt integral sau parțial la Pomerania Occidentală:
| Țară                                                                                              | Unitate                                  | Subdiviziuni | Orașe principale             | Orașe principale                |
| Țară                                                                                              | Unitate                                  | Subdiviziuni | Reședința unității           | Orașe în Pom. Oc.               |
| ------------------------------------------------------------------------------------------------- | ---------------------------------------- | --- | ---------------------------- | ------------------------------- |
| Germania                                                                                          | Mecklenburg-Pomerania Inferioară (parte) | 12 județe (Landkreise), 6 municipii (Kreisfreie Städte) 6 județe și 2 municipii fac parte în Pomerania Occidentală | Schwerin                     | Greifswald, Stralsund           |
| Polonia                                                                                           | Lubusz (parte)                           | 12 județe (powiaty), 2 municipii (miasta na prawach powiatu) 1 comună face parte în Pomerania Occidentală          | Gorzów Wlkp. și Zielona Góra | —                               |
| Polonia                                                                                           | Polonia Mare (parte)                     | 31 județe, 3 municipii 1 județ face parte în Pomerania Occidentală                                                 | Poznań                       | Złotów                          |
| Polonia                                                                                           | Pomerania (parte)                        | 16 județe, 4 municipii 4 județe, 1 municipiu și 2 comune fac parte în Pomerania Occidentală                        | Gdańsk                       | Słupsk                          |
| Polonia                                                                                           | Pomerania Occidentală (întreg)           | 18 județe, 3 municipii întreg voievodat face parte în Pomerania Occidentală                                        | Szczecin                     | Koszalin, Szczecin, Świnoujście |
| Toate informațile sunt aproximative și referă la Pomerania Occidentală în extinderea sa maximală. |                                          | |                              |                                 |

### Diviziuni istorice
Pomerania Occidentală face parte în regiunea mai mare, cunoscută ca Pomerania. Altă parte ai acestei regiunii este denumită Pomerelia (Pomerania Orientală). Această diviziune datează la 1138, când Bolesław III Krzywousty împărtește Regatul Poloniei între săi fiii. Partea estică a făcut parte în cartierul senioral, deși vestică a fost cartierul separat, care începea fi germanizat.

#### Principatele pomeraniane
În timpul de fragmentarea cartierală a Poloniei Pomerania Occidentală a câștigat independență și a fost conducată pe casa ducelor denumită Grifiți (germană Greifen, poloneză Gryfici). În anul 1181 regiunea s-a mers sub  dominație al Sfântului Imperiu Roman și împărtește între varioase țări:
- Ducatul Barth (germană Herzogtum Barth, poloneză Księstwo Bardzkie)
- Ducatul Demmin (Herzogtum Pommern-Demmin, Księstwo Dymińskie)
- Ducatul Stettin (Herzogtum Pommern-Stettin, Księstwo Szczecińskie)
- Ducatul Stolp (Herzogtum Stolp, Księstwo Słupskie)
- Ducatul Wolgast (Herzogtum Pommern-Wolgast, Księstwo Wołogo[j]skie)
- Principatul Rugia (Fürstentum Rügen, Księstwo Rugii)

Bogusław X a unificat întreagă Pomerania Occidentală și a creat Ducatul Pomeraniei în 1478. 
În 1648, după tratatul de la pace de Westfalia, Ducatul Pomeraniei a fost divizat între Brandenburg și Suedia pe:
- provincia Pommern cu reședință în Stargard Szczeciński
- Pomerania Suedeză cu reședință în Szczecin

#### Dupăal doilea război mondial
După al doilea război mondial teritoriile Pomeraniei Occidentale au divizate între RDG și RPP. Diviziunea administrativă ale aceste țării a schimbat de trei ori în partea germană:
- imediat înainte război regiunea a făcut parte în landul Mecklenburg-Pomerania Inferioară.
- după reformă administrativă a RDG-ului a făcut parte în două districte (Bezirke): Rostock și Neubrandenburg.
- după unificarea Germaniei, districte au fost reorganizate în landul Mecklenburg-Pomerania Inferioară

Diviziunea în cea poloneză a schimbat patru ori:
- imediat după război, teritoriile pomeraniane au fost divizate între voievodatul Pomerania și voievodatul Szczecin.
- întâiă reforma a avut loc în anul 1946 – aproape întreagă Pomerania Occidentală poloneză s-a aflat în voievodatul Szczecin (1946-1950).
- reforma din anul 1950 a creat un voievodat nou – voievodatul Koszalin, care a ocupat partea estică al fostului voievodat Szczecin. Voievodatul Szczecin în acest timp era unul din cele mai mici regiunii ale Poloniei.
- reforma din anul 1975 a schimbat complet o hartă administrativă al statului. Frontierile Pomeraniei Occidentale s-au stricat. Guvernul statal a creat voievodate noi:
  - voievodatul Słupsk, care a ocupat partea estică al fostului voievodatul Koszalin.
  - voievodatul Piła, care a ocupat partea sudică al acestului voievodat.
  - voievodatul Gorzów Wielkopolski, care a ocupat partea sudică al fostului voievodatul Szczecin.

Voievodatele: Szczecin și Koszalin erau reduse, dar în acest timp au ocupat una din pozițiile joaste pe lista voievodatelor dupa marimea lor.
- reforma ultimă, îndeplinată în 1999 după cădere al sistemului comunistic în Polonia, a creat voievodatul Pomerania Occidentală, care ocupa partea mare, dar nu întreagă Pomerania Occidentală. Părții ale regiunii sunt acum și în alte voievodate: Pomerania, Polonia Mare și Lubusz